# Wolfgang Schweickard
Wolfgang Schweickard (Aschaffenburg, 16 de octubre de 1954) es un erudito romancista y lexicógrafo alemán. Codirige desde 1979 el Lessico etimologico italiano (LEI).

## Trayectoria
Sus principales áreas de investigación son la historia de las lenguas romances y la lexicografía. Es coeditor de la Zeitschrift für romanische Philologie y el anuario Lexicographica. Los proyectos actuales son el Deonomasticon Italicum (DI), el Lessico etimologico italiano (LEI) (junto con Max Pfister) y el Dictionnaire étymologique des langues romanes (acrónimo DÉRom) en el que trabaja junto a Eva Buchi.